# Najat Aatabou
Najat Aâtabou, en árabe نجاة أعتابو, (Khémisset, 9 de mayo de 1960) es una compositora Bereber y cantante de chaabi marroquí especialmente conocida por sus letras que recoge el día a día de las mujeres en Marruecos.

## Biografía
Originaria de un pequeño pueblo, Najat Aâtabou no tenía la intención de cantar sino de convertirse en abogada cuando una grabación pirata de su voz la reveló al público marroquí con el título emblemático J'en ai marre, una canción cantada a principios de los 80 creada a partir de un historia real, sobre la historia de una de sus amigas que sale de viaje y a su regreso su novio ha muerto.
No fue fácil dedicarse a la canción, de hecho durante más de tres años fue desterrada por su familia en los años 80. Se refugió en Casablanca y firmó un contrato con las ediciones musicales Hassania. Escribió entonces la canción "Madre, que es lo que hecho. Perdóname, es el destino el que nos ha separado...? interpretada a dúo con Neneh Cherry.
En 1981 cantó en una boda una canción inspirada en una historia real: una de sus amigas sale de viaje y a su vuelta su novio ha muerto.
Canta en árabe, bereber (zayan) y francés.
Sus canciones están inspiradas en numerosas cartas de mujeres marroquíes que la escuchan y le cuentan sus problemas. Ella les responde cantando. Los temas habituales de sus melodías son las heridas de amor, las infidelidades, las mentiras o los hogares paralelos.
En sus canciones "fustiga al hombre que siempre miente o al que abandona a su esposa embarazada con el pretexto de que el niño no es suyo".
En 1983, su primer álbum se llamó The Voice of the Atlas, en el que se incluye su canción emblemática "J'en ai marre", que vendió más de tres millones de copias. Desde entonces, cada año, ha lanzado un álbum de al menos siete títulos.
Debutó en Francia en el Olimpia de París en 1984. Posteriormente ha cantado en el teatro de Florencia en Italia, en el Lincoln Center for the Performing Arts y el Millennium Park en Chicago.
El éxito le llegó en 1987 con Hedi Kedba Bayna, tema muy popular en todo el mundo árabe que habla sobre una mujer que es engañada por su marido. En 2004 esta canción fue sampleada por The Chemical Brothers en su tema Galvanize, convirtiéndose también en uno de los más conocidos del dúo. Otro de sus éxitos fue Shoufi Ghirou. Sus canciones han suscitado el debate social y político en Marruecos.
En sus canciones habla de la infidelidad, la desigualdad y las mentiras. 
Ha firmado contratos publicitarios con Maroc Telecom y fue elegida por el Grupo Addoha para anunciar el complejo Al Firdaous en Rabat. 
En treinta años de carrera, tiene más de 500 títulos publicados con numerosos éxitos
En septembre 2019 presentar un programa "Jalassat Maa Najat" en el nuevo canal satelital saudita MBC5.

## Vida personal
Tiene dos hijos, Samia Dikouk y Wadie Dikouk. Su hija Samia se inició en el mundo de la música en 2019, con el nombre artístico de Samia Dallal, con su primer título Ghab Lmaaqoul. 